# Delia sierricola
Delia sierricola är en tvåvingeart som beskrevs av Griffiths 1991. Delia sierricola ingår i släktet Delia och familjen blomsterflugor. Inga underarter finns listade i Catalogue of Life.